# Oxelytrum lineatocolle
Oxelytrum lineatocolle es una especie de escarabajo carroñero del género Oxelytrum, categorizada en la tribu Silphini, de la subfamilia Silphinae. Fue descrita por Laporte de Castelnau en 1840.

## Distribución
Se distribuye por América del Sur: Argentina y Chile.